# انتلر
انتلر (زبان  انگلیسی: ANTLR) یک ابزار مولد پارسر است که برای خواندن، پردازش، اجرا یا ترجمه متون ساختار یافته یا فایل‌ها باینری به کار می‌رود. این نرم‌افزار در ابتدا توسط ترنس پر از دانشگاه سانفرانسیسکو به وجود آمد و همچنان در حال توسعه است. انتلر در نسخه ۴ام خود از پارسر (*)LL تطبیقی استفاده می‌کند که یک فناوری جدید برای پارس کردن است که اولین بار توسط خود ترنس پر و سم هارول توسعه پیدا کرد. ویژگی جالب نسخه ۴ام انتلر این است که مشکل چپ گردی گرامر را حل می‌کند (مشروط بر اینکه چپ گردی غیر مستقیم نباشد یعنی مثلاً قاعده x به y و y به x ارجاع داشته باشد) بنابراین انتلر با گرامرهای چپ گرد هم مشکلی ندارد.انتلر ورودی را با توجه به گرامری که به آن می‌دهد توسط یک درخت پارس نمایش می دهد که با گردش روی آن می‌توانید تغیرات لازم را روی ورودی ایجاد کنید. انتلر همچنین در نسخه جدید خود گردش‌کننده درخت پارس را در دو قالب شنونده و بازدیدکننده را به صورت خودکار تولید می‌کند.

## کارکرد
نحوهٔ کارکرد انتلر به این صورت است که ابتدا یک گرامر برای زبان مورد نظرمان تعریف می‌کنیم سپس به کمک ابزار انتلر کدی به زبان مورد نظرمان تولید می‌کنیم که به کمک این کد می‌توانیم تغییرات مورد نظرمان را روی ورودی داشته باشیم. نسخه آخر این نرم‌افزار تولید کد به زبان های E Java, C#, C++ JavaScript, Python2, Python3, Swift و Go را پشتیبانی می‌کند.

## پروژه‌های نوشته شده به کمک انتلر
این نرم‌افزار به صورت گسترده‌ای در صنعت و دانشگاه برای ساختن انواع زبان‌ها، ابزارها و چارچوب‌های نرم‌افزاری استفاده شده‌است که نمونه‌های آن را در زیر می‌بینید:
- گرووی
- جایتون
- هایبرنیت
- نرم افزار Numbers شرکت اپل
- زبان جستار یاب توییتر
- اینتلیج آیدیا و CLion از شرکت جت‌برینز
- آپاچی کسندرا
- نرم‌افزار JabRef
- نرم‌افزار Presto

## مثال و راه‌اندازی
ابتدا با دستورها زیر انتلر را دریافت کنید:
```
$ 
cd
 
/usr/local/lib

$ 
curl
 
-O
 
http://www.antlr.org/download/antlr-4.7.1-complete.jar

```

سپس دستور زیر را وارد کنید که انتلر به وسیله جاوا شناسایی شود:
```
$ 
export
 
CLASSPATH
=
".:/usr/local/lib/antlr-4.7.1-complete.jar:
$CLASSPATH
"

```

در ادامه دستورها زیر را وارد کنید:
```
$ 
alias
 
antlr4
=
'java -jar /usr/local/lib/antlr-4.7.1-complete.jar'

$ 
alias
 
grun
=
'java org.antlr.v4.runtime.misc.TestRig'

```

به عنوان یک مثال ابتدایی گرامر زیر را در نظر بگیرید و نام ان را Grammar.g4 بگذارید.
```
// define a grammar called Hello

grammar
 
Hello
;

r
   
:
 
'hello'
 
ID
;

ID
  
:
 
[
a-z
]
+
 
;

WS
  
:
 
[
\t\r\n
]
+
 
->
 
skip
 
;

```

ابتدا توابع enterR که با وارد شدن به قاعده R اجرا می‌شود بدین صورت بازنویسی می‌کنیم
که توکن ID قاعده R را بعد از متن :Entering R بنویسد و تابع exitR رابه این صورت که
عبارت Exiting R را برای ما چاپ کند.
```
public
 
class
 
HelloWalker
 
extends
 
HelloBaseListener
 
{

  
public
 
void
 
enterR
(
HelloParser
.
RContext
 
ctx
 
)
 
{

    
System
.
out
.
println
(
 
"Entering R : "
 
+
 
ctx
.
ID
().
getText
()
 
);

  
}

  
public
 
void
 
exitR
(
HelloParser
.
RContext
 
ctx
 
)
 
{

    
System
.
out
.
println
(
 
"Exiting R"
 
);

  
}

}

```

کد نهایی به شکل زیر است.
```
import
 
org.antlr.v4.runtime.*
;

import
 
org.antlr.v4.runtime.tree.*
;

public
 
class
 
HelloWalker
 
extends
 
HelloBaseListener
 
{

  
public
 
void
 
enterR
(
HelloParser
.
RContext
 
ctx
 
)
 
{

    
System
.
out
.
println
(
 
"Entering R : "
 
+
 
ctx
.
ID
().
getText
()
 
);

  
}

  
public
 
void
 
exitR
(
HelloParser
.
RContext
 
ctx
 
)
 
{

    
System
.
out
.
println
(
 
"Exiting R"
 
);

  
}

public
 
class
 
Hello
 
{

  
public
 
static
 
void
 
main
(
 
String
[]
 
args
)
 
throws
 
Exception

  
{

    
HelloLexer
 
lexer
 
=
 
new
 
HelloLexer
(
 
new
 
ANTLRFileStream
(
args
[
0
]
));

    
CommonTokenStream
 
tokens
 
=
 
new
 
CommonTokenStream
(
 
lexer
 
);

    
HelloParser
 
parser
 
=
 
new
 
HelloParser
(
 
tokens
 
);

    
ParseTree
 
tree
 
=
 
parser
.
r
();

    
ParseTreeWalker
 
walker
 
=
 
new
 
ParseTreeWalker
();

    
walker
.
walk
(
 
new
 
HelloWalker
(),
 
tree
 
);

  
}

}

```

این را مثلاً در فایلی به نام Hello.java ذخیره کنید
در نهایت به صورت زیر می‌توانیم ان را اجرا کنید
```
$ 
antlr4
 
Grammar.g4

```

و سپس:
```
$ 
javac
 
Grammar*.java
 
Hello.java

```

و
```
$ 
java
 
Hello

```

حالا می‌توانید به صورت دستی ورودی بدهید و با CTRL+D به ورودی دادن خاتمه دهید. همچنین می‌توانید مثلاً توسط دستور زیر درخت عبارت را رسم کنید:
```
$ 
grun
 
Hello
 
r
 
-gui

```